# Mer de Scotia
Pour les articles homonymes, voir Scotia (homonymie).
La mer de Scotia ou mer du Scotia est une mer de l'océan Atlantique Sud. Elle est comprise entre l'île des États (Argentine), la Géorgie du Sud, les Sandwich du Sud, les Orcades du Sud et l'île Clarence, la plus orientale des Shetland du Sud.

## Hydronyme et histoire

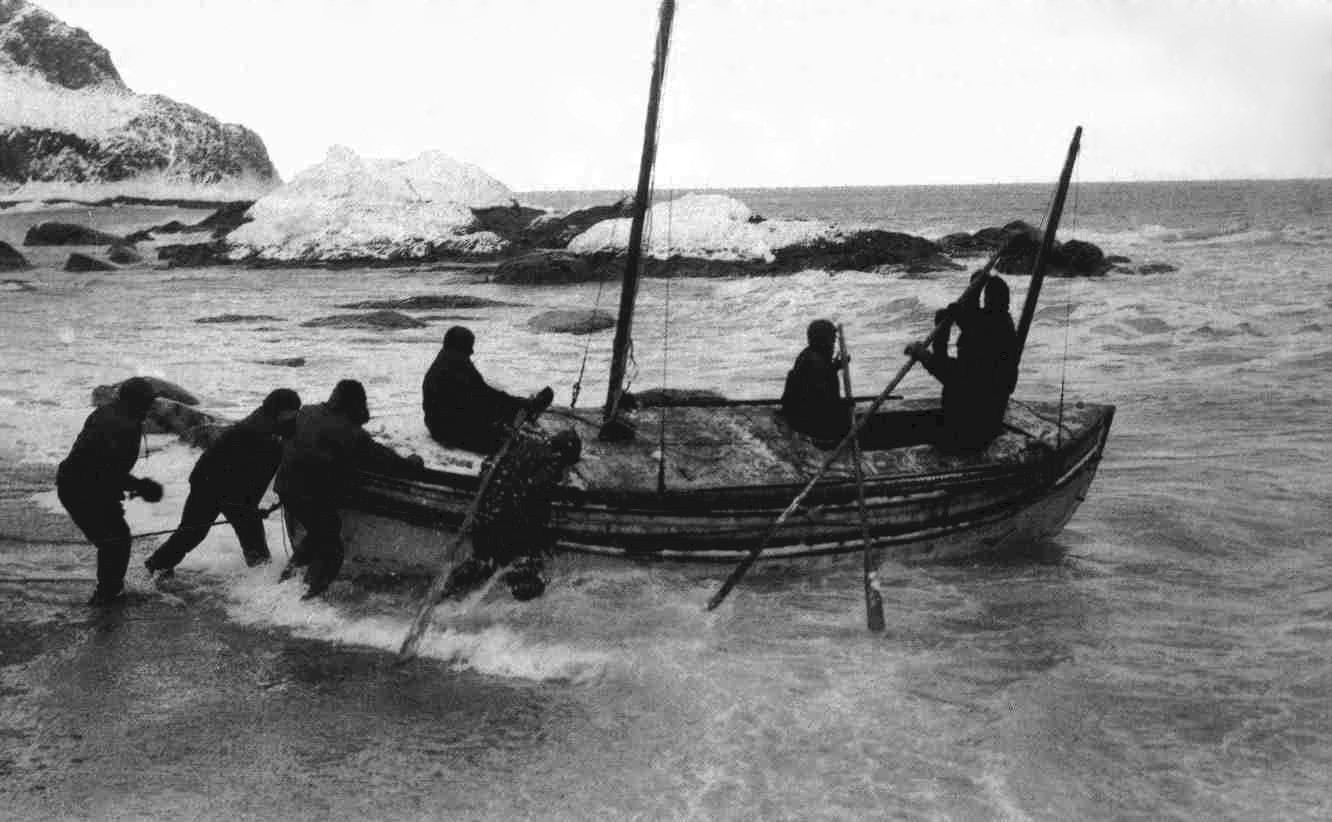
Lancement du de la côte de l'Île de l'Éléphant le 24 avril 1916.

La mer a été nommée en 1932 d'après le navire Scotia qui la parcourut sous la direction de William Speirs Bruce lors de la Scottish National Antarctic Expedition (1902-1904).
La plus célèbre traversée de cette mer glaciale a été faite en 1916 par Sir Ernest Shackleton et cinq autres compagnons dans un canot de secours (nommé James Caird) quand ils quittèrent l'île de l'Éléphant pour atteindre la Géorgie du Sud deux semaines plus tard.

## Faune

Faune des cheminées hydrothermale de la mer de Scotia :
A, B, C : anémones de mer.
D : Gigantopelta chessoia (bruns) avec un crabe-yéti (blanc) et des patelles Lepetodrilus sp. East Scotia Ridge (vertes).
E : étoile de mer à sept bras.
F : poulpe non-identifié.

Les cheminées hydrothermales de la dorsale orientale de la mer de Scotia (entre la plaque Scotia et la plaque Sandwich sud), à plus de 2500 m de profondeur, abritent une faune remarquable comportant notamment des anémones de mer de la famille des Actinostolidae, des crustacés du genre Kiwa et des gastéropodes de l'espèce Gigantopelta chessoia.